# Кандідо Барейро
Кандідо Барейро (ісп. Cándido Pastor Bareiro Caballero; 27 жовтня 1833 — 4 вересня 1880) — парагвайський державний діяч, президент Парагваю.

## Життєпис
Народився у 1833 році у Луке (Парагвай). Увійшов до числа перших студентів, яким уряд у 1858 році оплатив освіту у Європі. Навчався у Лондоні, у 1863 році повернувся у Парагвай, а у 1864 році знову вирушив до Європи, де став послом у Великій Британії і Франції. У 1865 році був нагороджений Орденом Пошани.
Після Парагвайської війни був секретарем в уряді Рівароли, але зміщений після повстання у Такуарале. В уряді Ховельяноса відповідав за зовнішні відносини, а за Уріарте був міністром фінансів.
У 1878 році його обрали президентом країни. Якраз незадовго перед цим президент США Резерфорд Хейс як міжнародний арбітр вирішив питання про належність регіону Чако на користь Парагваю, і уряд Барейро зайнявся залученням до цього регіону іммігрантів, що було дуже важливим для країни, яка зазнала величезних людських втрат під час Парагвайської війни.
Восени 1880 року Кандідо зненацька помер після короткої хвороби.